# Arteria
Una arteria es un vaso sanguíneo que transporta sangre desde el corazón a los diferentes órganos. Las arterias de la circulación sistémica transportan sangre con mucho oxígeno desde el corazón a la mayor parte de los órganos. Las arterias de la circulación pulmonar transportan sangre con poco oxígeno y mucho dióxido de carbono desde el corazón derecho hasta los pulmones. Las paredes de las arterias son muy resistentes y elásticas para tolerar la presión que ejerce la sangre al salir bombeada del corazón.
El término «arteria» proviene del griego ἀρτηρία artería, ‘tubo, conducción (que enlaza)’.
Las arterias y las venas conforman el aparato circulatorio que es fundamental para mantener la vida. Su función es la entrega de oxígeno y nutrientes a todas las células somáticas,  la movilidad de numerosas sustancias, entre ellas las proteínas y las células del sistema inmunitario. 
En los países desarrollados, las dos causas principales de fallecimiento son el infarto de miocardio y el derrame cerebral, ambas consecuencia directa del deterioro lento y progresivo del sistema arterial, un proceso que puede durar muchos años.

## Histología

Sección transversal de una arteria

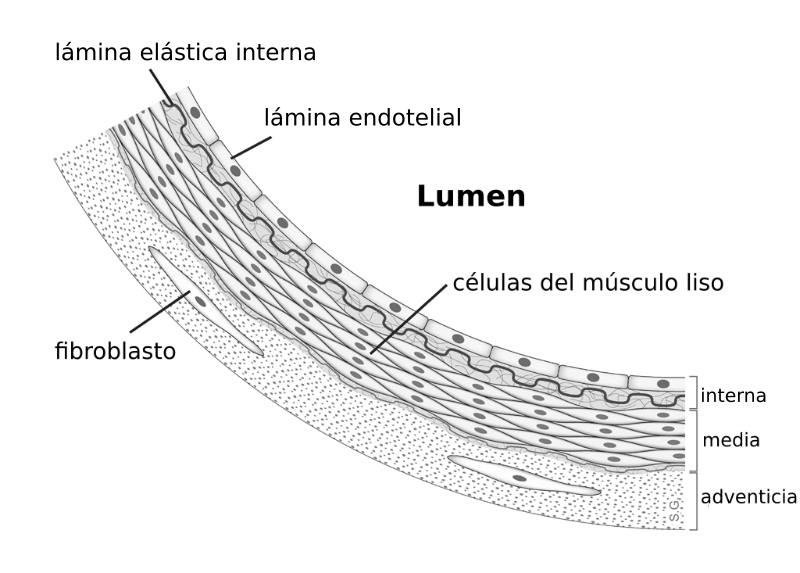
Histología de la pared arterial

Las arterias son conductos membranosos, elásticos, con ramificaciones divergentes, encargados de distribuir por todo el organismo la sangre expulsada de las cavidades ventriculares del corazón en cada sístole.
Cada vaso arterial consta de tres capas concéntricas:
1. Interna o íntima: constituida por el endotelio (un epitelio simple plano), una lámina basal y una capa conjuntiva subendotelial. La íntima está presente en todos los vasos (arterias o venas) y su composición es idéntica en todos. La clasificación de los vasos depende por tanto de la descripción histológica de las otras dos capas.
2. Media: compuesta por fibras musculares lisas dispuestas de forma concéntrica, fibras elásticas y fibras de colágeno, en proporción variable según el tipo de arteria. En las arterias, la media es una capa de aspecto compacto y de espesor regular.
3. Externa o adventicia: formada por tejido conjuntivo laxo, compuesto fundamentalmente por fibroblastos y colágeno. En arterias de diámetro superior a 1 mm (milímetro), la nutrición de estas túnicas o capas corre a cargo de los vasa vasorum; su inervación, de los nervi vasorum (fenómenos vasomotores).

Los límites entre las tres capas están generalmente bien definidos en las arterias. Las arterias presentan siempre una lámina elástica interna separando la íntima de la media, y (a excepción de las arteriolas) presentan una lámina elástica externa que separa la media de la adventicia. La lámina elástica externa se continúa a menudo con las fibras elásticas de la adventicia.

## Estructura de los vasos sanguíneos

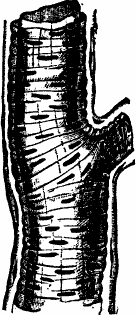
Sección de una arteria

En la circulación general o sistémica, la sangre que sale impulsada del corazón pasa a través de un sistema de vasos arteriales de diámetro cada vez más reducido, hasta llegar a los tejidos, para volver después al corazón a través del sistema venoso. En esquema, el ciclo se puede resumir como sigue:
| Tipo de vaso        | Diámetro (mm) | Función                                  |
| ------------------- | ------------- | ---------------------------------------- |
| Aorta               | 25            | Amortiguación del pulso y distribución   |
| Arterias elásticas  | 1-4           | Distribución                             |
| Arterias musculares | 0.2-1.0       | Distribución y resistencia               |
| Arteriolas          | 0.01-0.02     | Resistencia (regulación flujo/presión)   |
| Capilares           | 0.006-0.010   | Intercambio de gases/nutrientes/desechos |
| Vénulas             | 0.01-0.02     | Intercambio, recogida y capacitancia     |
| Venas               | 0.2-5.0       | Capacitancia (volumen sanguíneo)         |
| Vena cava           | 18-32         | Recogida                                 |

Además de en el diámetro, los distintos vasos presentan diferencias en la composición de las tres capas.

### Arterias musculares
Constituyen las arterias medianas y pequeñas del organismo. La media forma una capa compacta, esencialmente muscular, con una fina red de láminas elásticas. No hay lámina externa elástica. Ejemplo: las arterias coronarias.

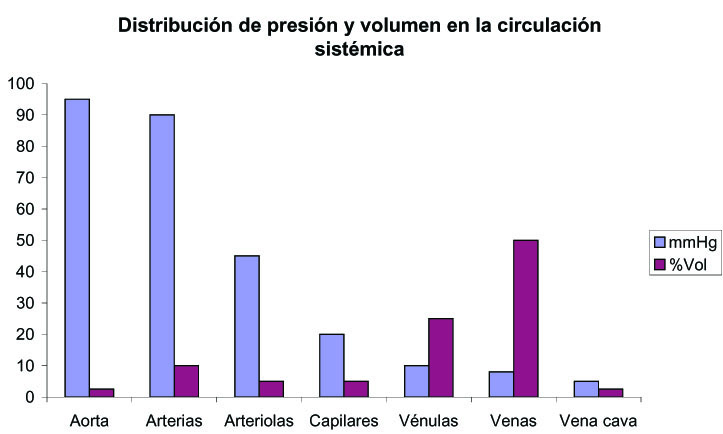
La mayor parte del volumen sanguíneo se encuentra en las venas y vénulas, mientras que la mayor caída de presión ocurre en las pequeñas arterias y en las arteriolas.

### Arteriolas
Son las arterias más pequeñas y contribuyen de manera fundamental a la regulación de la presión sanguínea, mediante la contracción variable del músculo liso de sus paredes, y a la regulación del aporte sanguíneo a los capilares.
De hecho, la regulación principal del flujo sanguíneo global y de la presión sanguínea general se produce mediante la regulación colectiva de las arteriolas: son los principales tubos ajustables en el sistema sanguíneo, donde tiene lugar la mayor caída de presión. La combinación del gasto cardíaco y la resistencia vascular sistémica, que  es la resistencia colectiva de todas las arteriolas del organismo, son los principales determinantes de la presión arterial en un momento dado.

## Función

Las arterias forman parte del sistema circulatorio humano.

Las arterias forman parte del sistema circulatorio. Transportan sangre oxigenada tras ser bombeada desde el corazón. Arterias coronarias también ayudan al corazón a bombear la sangre enviando sangre oxigenada al corazón, lo que permite el funcionamiento de los músculos. Las arterias llevan la sangre oxigenada desde el corazón a los tejidos, excepto las arterias pulmonares, que llevan la sangre a los pulmones para su oxigenación (normalmente las venas llevan sangre desoxigenada al corazón, pero las venas pulmonares llevan también sangre oxigenada). 
Las arterias tienen una presión sanguínea más alta que otras partes del sistema circulatorio. La presión en las arterias varía durante el ciclo cardíaco. Es más alta cuando el corazón se contrae y más baja cuando el corazón se relaja. La variación de la presión produce un pulso, que se puede sentir en distintas zonas del cuerpo, como el pulso radial. Las arteriolas tienen la mayor influencia colectiva tanto en el flujo sanguíneo local como en la presión arterial global. Son las principales "boquillas ajustables" del sistema sanguíneo, a través de las cuales se produce la mayor caída de presión. La combinación del flujo cardíaco y la resistencia vascular sistémica, que se refiere a la resistencia colectiva de todas las arteriolas del organismo, son los principales determinantes de la presión arterial en un momento dado. 
Las arterias tienen la presión más alta y tienen un diámetro de lumen estrecho.
Las arterias sistémicas son las arterias (incluidas las arterias periféricas) de la Circulación sistémica, que es la parte del Sistema cardiovascular que transporta sangre oxigenada desde el corazón hasta el Cuerpo y devuelve la sangre desoxigenada al corazón. Las arterias sistémicas pueden subdividirse en dos tipos -musculares y elásticas- en función de la composición relativa del tejido elástico y muscular de su túnica media, así como de su tamaño y de la composición de la lámina elástica interna y externa. Las arterias más grandes (>10 mm de diámetro) suelen ser elásticas y las más pequeñas (0,1-10 mm) tienden a ser musculares. Las arterias sistémicas llevan la sangre a las arteriolas y, a continuación, a los capilares, donde se intercambian nutrientes y gases.
Después de viajar desde la aorta, la sangre viaja a través de las arterias periféricas hacia arterias más pequeñas llamadas arteriolas, y finalmente hacia los capilares. Las arteriolas ayudan a regular la presión arterial mediante la contracción variable del músculo liso de sus paredes, y llevan la sangre a los capilares. Esta contracción del músculo liso está influida principalmente por la actividad de los nervios vasomotores simpáticos que inervan las arteriolas.   El aumento de la activación simpática provoca vasoconstricción, lo que reduce el diámetro del lumen. Un diámetro reducido del lumen eleva en consecuencia la presión arterial dentro de las arteriolas. Por el contrario, la disminución de la actividad simpática dentro de los nervios vasomotores provoca la vasodilatación de los vasos disminuyendo así la presión arterial.

## Presión arterial
El sistema arterial es la porción del sistema circulatorio que posee la presión más elevada. La presión arterial varía entre el pico producido durante la contracción cardíaca, lo que se denomina presión sistólica, y un mínimo, o presión diastólica entre dos contracciones, cuando el corazón se expande y se llena. Esta variación de la presión en las arterias produce el pulso, que puede observarse en cualquier arteria, y que refleja la actividad cardíaca. Las arterias, debido a sus propiedades elásticas, también ayudan al corazón a bombear sangre, generalmente oxigenada, hacia los tejidos periféricos.  Existen dos tipos de arterias únicas. La arteria pulmonar transporta la sangre desde el corazón hasta los pulmones, donde recibe oxígeno. Es única porque la sangre que contiene no está "oxigenada", ya que aún no ha pasado por los pulmones. La otra arteria única es la arteria umbilical, que transporta sangre desoxigenada del feto a su madre.

## Significado clínico

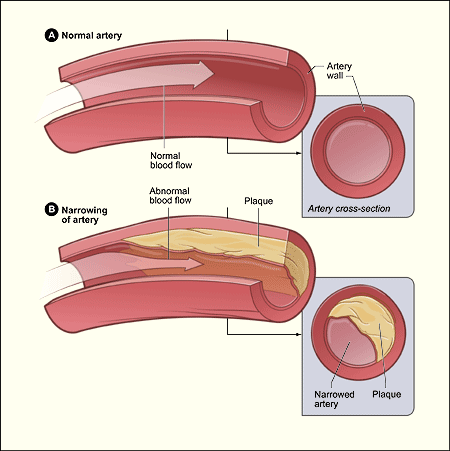
Diagrama que muestra los efectos de la aterosclerosis en una arteria.

Las presiones arteriales Sistémica son generadas por las contracciones enérgicas del ventrículo izquierdo del corazón. La presión arterial elevada es un factor que provoca daños arteriales. Las presiones arteriales sanas en reposo son relativamente bajas, las presiones sistémicas medias suelen estar por debajo de 100 mmHg (1.9 psi; 13 kPa) por encima de la presión atmosférica circundante (alrededor de 760 mmHg, 14.7 psi, 101 kPa a nivel del mar). Para resistir y adaptarse a las presiones en su interior, las arterias están rodeadas de músculo liso de grosor variable que posee un extenso tejido conjuntivo elástico e inelástico. La presión del pulso, que es la diferencia entre la sistólica y la diastólica, viene determinada principalmente por la cantidad de sangre expulsada en cada latido, volumen sistólico, frente al volumen y la elasticidad de las arterias principales.
Un chorro de sangre, también conocido como chorro arterial, es el efecto que se produce cuando se corta una arteria debido a las mayores presiones arteriales. La sangre sale a chorros a un ritmo rápido e intermitente, que coincide con los latidos del corazón. La cantidad de pérdida de sangre puede ser abundante, producirse muy rápidamente y poner en peligro la vida.
Con el tiempo, factores como la elevación de la glucemia arterial (en particular, como se observa en la diabetes mellitus), las lipoproteínas, el colesterol, la hipertensión, el estrés y el tabaco, están implicados en el daño tanto del endotelio como de las paredes de las arterias, lo que da lugar a la aterosclerosis. La aterosclerosis es una enfermedad caracterizada por el endurecimiento de las arterias. Está causada por un ateroma o placa en la pared arterial y es una acumulación de restos celulares, que contienen lípidoss, (colesterol y ácidos grasos), calcio y una cantidad variable de tejido conectivo fibroso.
La inyección intraarterial accidental, ya sea iatrogénicaa o por consumo recreativo de drogas, puede causar síntomas como dolor intenso, parestesia y necrosis. Suele causar daños permanentes en la extremidad; a menudo es necesaria la amputación.

## Historia
Entre los griegos clásicos, las arterias se consideraban como «tubos huecos» responsables del transporte de aire a los tejidos, conectadas a la tráquea. Esta interpretación se debe a que, en los organismos muertos, las arterias se encuentran vacías, porque toda la sangre pasa al sistema venoso.
En la Edad Media, se consideraba que las arterias transportaban un fluido, denominado «sangre espiritual» o «espíritu vital», diferente del contenido de las venas. Esta teoría se remonta hasta Galeno. En el periodo medieval tardío, la tráquea, y los ligamentos también se denominaban «arterias».
William Harvey describió y popularizó el concepto moderno del sistema circulatorio y las funciones de arterias y venas en el siglo XVII. Aunque el español Miguel Servet describió la circulación pulmonar un cuarto de siglo antes de que Harvey naciera, lo escribió en un libro de teología (Christianismi Restitutio, publicado en 1553), que fue considerado como herejía y le condujo a la hoguera por parte de las iglesias reformadas. En consecuencia, casi todas las copias del mismo fueron quemadas excepto tres, que fueron descubiertas décadas más tarde.
Alexis Carrel a principios del siglo XX fue el primero en describir la técnica de sutura de vasos y anastomosis, y realizó con éxito muchos trasplantes de órganos en animales, abriendo así la vía a la moderna cirugía vascular.

## Patologías de las arterias
- Arteriosclerosis
- Ateroesclerosis
- Arteritis de células gigantes
- Aneurisma de aorta